# Scott McNeill
Scott McNeill es un deportista estadounidense que compitió en vela en la clase Soling. Ganó dos medallas en el Campeonato Mundial de Soling, oro en 2016 y bronce en 2023.

## Palmarés internacional
| Campeonato Mundial | Campeonato Mundial         | Campeonato Mundial | Campeonato Mundial |
| Año                | Lugar                      | Medalla            | Clase              |
| ------------------ | -------------------------- | ------------------ | ------------------ |
| 2016               | Kingston (Canadá)          | Medalla de oro     | Soling             |
| 2023               | Milwaukee (Estados Unidos) | Medalla de bronce  | Soling             |